# Kajanalänningar
Kajanalänningar (på finska: "kainuulaiset", på kajanska: "kaenuulaeset") är finnar i östra Finland som talar en östfinsk dialekt, kajanska, som sitt modersmål. De flesta kajanalänningar bor i Kajanaland, men ett litet antal bor också i Norra Österbotten och många kajanalänningar har flyttat utanför Kajanaland efter 1990-talets recession i Finland.
Kajanalänningar är kända av Vinterkriget, för Sovjetunionen attackerade mot Finland 1939-1940. Vinterkrigets viktigaste slag ägde rum i Kajanaland, slaget vid Raatevägen och Slaget vid Suomussalmi. Efter dessa slag blev kajanalänningar kända för sin uthållighet och skicklighet. Slagen var prov på hur en liten armé kan kriga mot en stor armé på skidor och genom att utnyttja vinterförhållandena. Slaget vid Raatevägen är också ett prov på hur Finlands armé använde sin mottitaktikt mot sovjeterna.
Kajanalänningar är också kända av sin fattighet i Finland, för Kajanaland är Finlands fattigaste landskap. Kajanalänningar har också lägre förväntad livslängd än finlandssvenskar eller tavaster i Finland..

## Kända personer från Kajanaland
- K. J. Ståhlberg, Finlands 1:a president
- Urho Kekkonen, Finlands 8:e president
- Heikki Kovalainen, före detta racerförare i F1
- Elias Lönnrot, författare, botanist och läkare
- Kaisa Mäkäräinen, skidskytt
- Janne Pesonen, före detta ishockeyspelare i NHL
- Daniel Cajanus, "den store finne", också känd som "den store svenne"
- Joonas Kemppainen, före detta ishockeyspelare i NHL, nuförtiden i Liiga
- Eino Leino, diktare
- Ilmari Kianto "skogskärrförfattare"

## Svenskar med rötter i Kajanaland
- Elias Pettersson, svensk ishockeyspelare i NHL [3]
- Mika Zibanejad, svensk ishockeyspelare i NHL [4]
- Toini Gustafsson, svensk före detta längdskidåkare [5]
- Elina Rönnlund, svensk längdskidåkare [6]